# Oskrzesińce (rejon iwanofrankiwski)
Oskrzesińce (ukr. Воскресинці, Woskresynci) – wieś na Ukrainie, w obwodzie iwanofrankiwskim, w rejonie iwanofrankiwskim, w hromadzie Rohatyn.

## Dwór
- parterowy dwór wybudowany w stylu neobarokowym przetrwał do 1939 r.[1]